# Pascual Chávez Villanueva

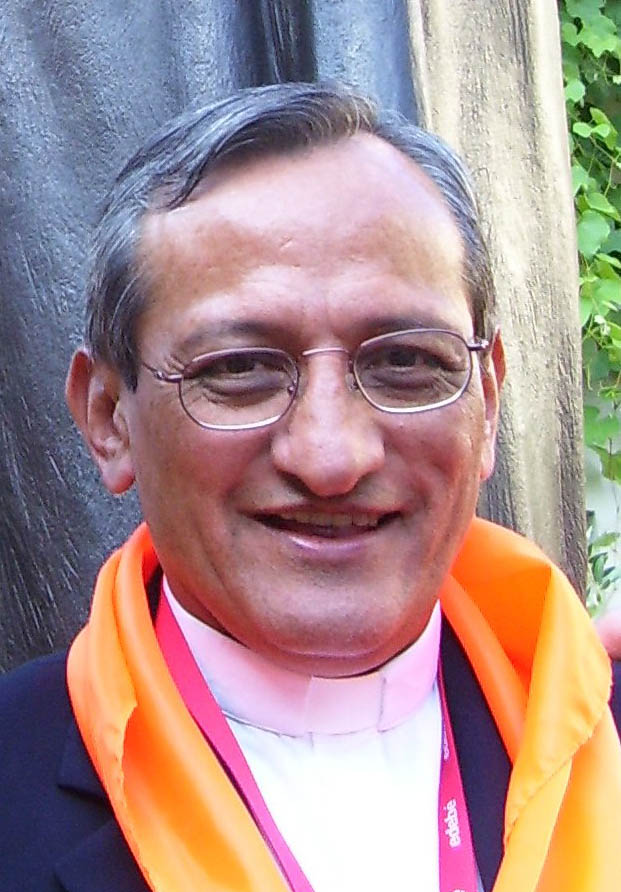
Pascual Chávez (2007)

Pascual Chávez Villanueva SDB (* 20. Dezember 1947 in Real de Catorce, San Luis Potosí, Mexiko) ist mexikanischer katholischer Theologe, war von 2002 bis 2014 Generaloberer der Salesianer Don Boscos und somit der neunte direkte Nachfolger des Ordensgründers Johannes Bosco.

## Leben
Die Familie zog wenige Jahre nach seiner Geburt nach Saltillo, Coahuila, wo er die Salesianerschule Colegio Mexico besucht. Nachdem er sich entschieden hatte, selber Salesianer Don Boscos zu werden, legte er nach dem Noviziat im August 1964 die zeitlichen Ordensgelübde, im August 1970 die ewigen Gelübde ab. Am 10. März 1973 wurde er zum Diakon, am 8. Dezember 1973 in Guadalajara zum Priester geweiht. Seine ersten Jahre verbrachte er in der Salesianergemeinschaft von Chapalita, Guadalajara, wo er in der Ausbildung tätig war.
Nachdem er von 1975 bis 1977 in Rom am Päpstlichen Bibelinstitut studiert und das Lizenziat in Theologie erworben hatte, war er von 1980 bis 1988 Professor für Heilige Schrift und Direktor des Theologischen Instituts in San Pedro Tlaquepaque. Von 1986 bis 1994 war er Provinzial der Ordensprovinz. Als solcher nahm er am XIII. Generalkapitel teil.
1995 zog er nach Carabanchel in Spanien, um von dort aus an der Päpstlichen Universität Salamanca in Biblischer Theologie zu promovieren. Er schloss die Promotion 1997 erfolgreich ab.
1996 wurde er vom XIV. Generalkapitel, obwohl er diesem nicht angehörte, als Regionalrat für die Region Interamerika in den Generalrat des Ordens nach Rom berufen.
Am 3. April 2002 wurde er vom XXV. Generalkapitel des Ordens als Nachfolger von Juan Vecchi zum Generaloberen gewählt und am 25. März 2008 für weitere sechs Jahre im Amt bestätigt.
Sein Rektorat war bisher insbesondere gekennzeichnet durch:
- den Tod von Papst Johannes Paul II. im April 2005
- den 40. Jahrestag des Abschlusses des II. Vatikanischen Konzils im Januar 2005
- den 150. Todestag des heiligen Dominikus Savio am 8. März 2007
- die Teilnahme an der V. Generalkonferenz der Bischöfe Lateinamerikas und der Karibik in Aparecida, Brasilien.
- die Heiligsprechung der Salesianer-Märtyrer von Spanien im Oktober 2007
- Seligsprechung von Ceferino Namuncurá im November 2007 in Argentinien
- das 150. Jubiläum der Kongregation der Salesianer dem 18. Dezember 2009 mit mehreren Schriften seinerseits
- den 100. Todestag des seligen Michael Rua am 6. April 2010

Zu diesen Anlässen verfasste der Generalobere jeweils umfangreichere Leitgedanken und Briefe an die Don-Bosco-Familie.
Auf seine Initiative hin wurde am 25. April 2009 ein Teil der Reliquien von Don Bosco zur Verehrung bis 2015, dem Jubiläumsjahr Don Boscos (200. Geburtstag), auf den Weg durch die salesianischen Niederlassung in der ganzen Welt gebracht.
Als Generaloberer war er auch Großkanzler der Päpstlichen Universität der Salesianer in Rom. Außerdem war er Mitglied der Kongregation für die Institute geweihten Lebens und für die Gesellschaften apostolischen Lebens. Im November 2006 wurde Chavez außerdem für drei Jahre zum Vorsitzenden der Union der Generaloberen (USG) gewählt.
Chavez ist Ehrendoktor für Erziehungswissenschaften an der Universität Genua (23. April 2007) und für Theologie an der Universidad Católica Don Bosco, Campo Grande, in Brasilien (1. November 2005). Er erhielt Auszeichnungen durch das Parlament des Bundesstaates Rio Grande do Sul in Brasilien (31. August 2004), durch den Gouverneur von Coahuila in Mexiko (24. Februar 2004) und durch die Regionalregierung von Piura in Peru (September 2006). Außerdem wurde er durch den Präsidenten der Dominikanischen Republik am 23. Januar 2004 zum Großoffizier des Orden Heráldica de Cristóbal Colón.